# دنيس نيكسون
دنيس نيكسون (بالإنجليزية: Dennis Nixon)‏ هو مصرفي أمريكي، ولد في القرن العشرين.

## وصلات خارجية
- دنيس نيكسون على موقع إن إن دي بي (الإنجليزية)